# Dysdera kugitangica
Dysdera kugitangica este o specie de păianjeni din genul Dysdera, familia Dysderidae, descrisă de Peter Mikhailovitch Dunin în anul 1992.
Este endemică în Turkmenistan. Conform Catalogue of Life specia Dysdera kugitangica nu are subspecii cunoscute.